# Teucholabis (Teucholabis) diplaca
Teucholabis (Teucholabis) diplaca is een tweevleugelige uit de familie steltmuggen (Limoniidae). De soort komt voor in het Neotropisch gebied.